# زبان بوجپوری
زبان بوجپوری (دیواناگری:भोजपूरी، نستعلیق:بهوجپوری) زبانی پراهمیت است که در بخش‌هایی از شمال خاوری هند توسط مردم بوجپوری صحبت می شود. به جز جارکند، بیهار و اوتار پرادش، بوجپوری در بیرون از مرزهای هند، در کشور نپال نیز گویشورانی دارد. همچنان به واسطهٔ کوچندگان بوجپوری‌زبان، در فیجی، موریس، گویان و سورینام هم از این زبان به گستردگی بهره‌می‌برند. در کراچیِ پاکستان نیز بوجپوری زبانانی ساکنند.
بوجپوری همانندی‌هایی با زبان اودهی دارد.